# Harrison Barnes
Harrison Bryce Jordan Barnes (ur. 30 maja 1992 w Ames) – amerykański zawodowy koszykarz, występujący na pozycji niskiego skrzydłowego, obecnie zawodnik San Antonio Spurs.
Karierę koszykarską rozpoczął podczas studiów na uniwersytecie Karoliny Północnej. Po dwóch latach studiów zgłosił się do draftu NBA 2012, w którym to został wybrany z numerem 7 przez Golden State Warriors.
W 2010 wystąpił w meczu wschodzących gwiazd - Nike Hoop Summit oraz McDonald’s All-American.
9 lipca 2016 podpisał 4-letni kontrakt, wart 94 miliony dolarów z Dallas Mavericks.
7 lutego 2019 trafił w wyniku wymiany do Sacramento Kings.
8 lipca 2024, w ramach wymiany między trzema klubami, trafił do San Antonio Spurs.

## Osiągnięcia
Stan na 21 stycznia 2021, na podstawie, o ile nie zaznaczono inaczej.
NCAA
- Uczestnik rozgrywek Elite Eight turnieju NCAA (2011, 2012)
- Mistrz sezonu regularnego konferencji Atlantic Coast (ACC – 2011, 2012)
- Pierwszoroczny zawodnik roku konferencji Atlantic Coast (2011)[10]
- Zaliczony do:
  - I składu:
    - ACC (2012)
    - turnieju ACC (2011)
    - pierwszoroczniaków ACC (2011)

  - II składu:
    - All-American (2012 przez NABC)
    - ACC (2011)
    - turnieju ACC (2012)
    - III składu All-American (2012 przez Sporting News)

NBA
- Mistrz NBA (2015)[11]
- Wicemistrz NBA (2016)[12]
- Zaliczony do I składu debiutantów NBA (2013)[13]
- Uczestnik:
  - Rising Stars Challenge (2013, 2014)
  - konkursu wsadów NBA (2014)

Reprezentacja
- Mistrz olimpijski (2016)[14]
- Uczestnik mistrzostw świata (2019 – 7. miejsce)[15]